# Carlos Alberto Torres
Carlos Alberto Torres (Rio de Janeiro, Brasil, 17 de juliol de 1944 - Rio de Janeiro, 25 d'octubre de 2016) fou un futbolista brasiler que ocupava la posició de defensa. Va ser internacional absolut per la selecció de futbol del Brasil en 53 ocasions, amb la qual es va proclamar campió del món l'any 1970.

## Trajectòria
| Club            | País         | Any       |
| --------------- | ------------ | --------- |
| Fluminense      | Brasil       | 1963-1966 |
| Santos FC       | Brasil       | 1966-1974 |
| Fluminense      | Brasil       | 1974-1977 |
| Flamengo        | Brasil       | 1997      |
| New York Cosmos | Estats Units | 1977-1980 |
| California Surf | Estats Units | 1981      |
| New York Cosmos | Estats Units | 1982      |

## Palmarès
- 1 Copa del Món de futbol: 1970 (Brasil)
- 3 Campionat carioca: 1964, 1975 i 1976 (Fluminense)
- 4 Campionat Paulista: 1967, 1968, 1969 i 1973 (Santos)
- 1 Recopa Sud-americana: 1968 (Santos)